# Gouvernement Sorsa II
République de Finlande
Miettunen III Koivisto II 
Le gouvernement Sorsa II (en finnois : Sorsan II hallitus) est le soixantième gouvernement de la République de Finlande.
Le gouvernement a siégé 742 jours du 15 mai 1977 au 26 mai 1979.

## Composition
Les ministres du gouvernement sont les suivants:
| Ministère                                              | Ministre            | Période   | Période   | Parti | Parti           |
| ------------------------------------------------------ | ------------------- | --------- | --------- | ----- | --------------- |
| Premier ministre                                       | Kalevi Sorsa        | 15.5.1977 | 26.5.1979 |       | SDP             |
| Vice-Premier ministre Ministre de l'Agriculture        | Johannes Virolainen | 15.5.1977 | 26.5.1979 |       | Parti du centre |
| Ministre des Affaires étrangères                       | Paavo Väyrynen      | 15.5.1977 | 26.5.1979 |       | Parti du centre |
| Ministre de la Justice                                 | Tuure Salo          | 15.5.1977 | 2.3.1978  |       | Liberaalit      |
| Ministre de la Justice                                 | Paavo Nikula        | 2.3.1978  | 26.5.1979 |       | Liberaalit      |
| Ministre de l'Intérieur                                | Eino Uusitalo       | 15.5.1977 | 26.5.1979 |       | Parti du centre |
| Vice-ministre de l'Intérieur                           | Kristian Gestrin    | 15.5.1977 | 2.3.1978  |       | RKP             |
| Vice-ministre de l'Intérieur                           | Tuure Salo          | 15.5.1977 | 2.3.1978  |       | Liberaalit      |
| Vice-ministre de l'Intérieur                           | Eero Rantala        | 2.3.1978  | 26.5.1979 |       | SDP             |
| Ministre de la Défense                                 | Taisto Tähkämaa     | 15.5.1977 | 26.5.1979 |       | Parti du centre |
| Ministre des Finances                                  | Paul Paavela        | 15.5.1977 | 26.5.1979 |       | SDP             |
| Vice-ministre des Finances                             | Esko Rekola         | 15.5.1977 | 26.5.1979 |       | Ind.            |
| Ministre de l'Éducation                                | Kristian Gestrin    | 15.5.1977 | 2.3.1978  |       | RKP             |
| Ministre de l'Éducation                                | Jaakko Itälä        | 2.3.1978  | 26.5.1979 |       | Liberaalit      |
| Vice-Ministre de l'Éducation                           | Kalevi Kivistö      | 15.5.1977 | 26.5.1979 |       | SKDL            |
| Ministre des transports Vice-ministre de l'Agriculture | Veikko Saarto       | 15.5.1977 | 26.5.1979 |       | SKDL            |
| Ministre du commerce et de l'industrie                 | Eero Rantala        | 15.5.1977 | 26.5.1979 |       | SDP             |
| Ministre des Affaires sociales                         | Pirkko Työläjärvi   | 15.5.1977 | 26.5.1979 |       | SDP             |
| Vice-ministre des Affaires sociales                    | Olavi Martikainen   | 15.5.1977 | 26.5.1979 |       | Parti du centre |
| Ministre de l'emploi                                   | Arvo Aalto          | 15.5.1977 | 26.5.1979 |       | SKDL            |